# Olivier Dumas
Pour les articles homonymes, voir Dumas.
Olivier Dumas, né le 25 octobre 1929 à Paris où il est mort le 23 août 2019, est un vernien français.

## Biographie
Il est le frère de Jean-Louis Dumas et le père d'Axel Dumas.
Docteur en médecine (1968), président de la Société Jules-Verne de 1969 à 2013, directeur du Bulletin de la Société Jules-Verne de 1969 à 2012, administrateur du Centre International Jules Verne de 1996 à 2006, il est à l'origine de la publication des romans posthumes de Jules Verne, dans la version des manuscrits, édités par la Société Jules Verne entre 1985 et 1989, de l'édition de la correspondance familiale de Verne ainsi que de celle entre les éditeurs Pierre-Jules et Louis-Jules Hetzel et Jules et Michel Verne.
Il meurt à Paris le 23 août 2019.

## Travaux
On lui doit de très nombreux articles sur Jules Verne dans le Bulletin de la Société Jules-Verne et dans de nombreuses autres revues ainsi que les préfaces des éditions des œuvres posthumes chez L’Archipel et Gallimard : 
- Jules Verne et la mer, Institut français de la mer, 1984,
- Jules Verne (avec la correspondance familiale), La Manufacture, 1988,
- Voyage à travers Jules Verne, Stanké, 2000 (rééd. 2005),
- Correspondance inédite de Jules et Michel Verne avec l'éditeur Louis-Jules Hetzel, avec Piero Gondolo della Riva et Volker Dehs, 5 tomes, Slatkine, 1999-2005.

### Autre
- Le rhumatisme scarlatin : étude clinique et perspective, avec René Bernard, Doin, 1949.